# Aegolipton reflexum
Aegolipton reflexum là một loài bọ cánh cứng trong họ Cerambycidae.